# نايجل إدواردز
نايجل إدواردز (بالإنجليزية: Nigel Edwards)‏ (31 ديسمبر 1950 في المملكة المتحدة - ) هو لاعب كرة قدم بريطاني في مركز الظهير. شارك مع منتخب ويلز تحت 21 سنة لكرة القدم. أما مع النوادي، فقد لعب مع نادي روذرهام يونايتد ونادي تشستر سيتي ونادي أوزورتي تاون ‏ ونادي ألدرشوت.

## وصلات خارجية
- نايجل إدواردز على موقع قاعدة بيانات كرة القدم.إي يو (الإنجليزية)